# Geislingen an der Steige

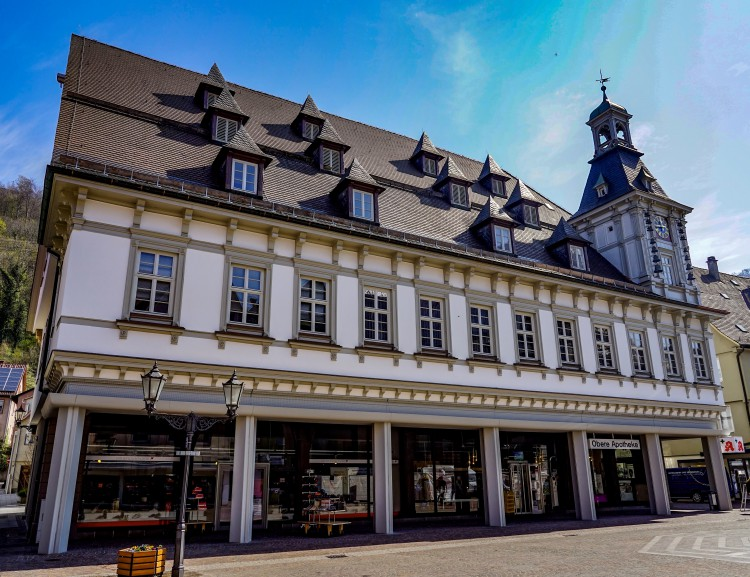

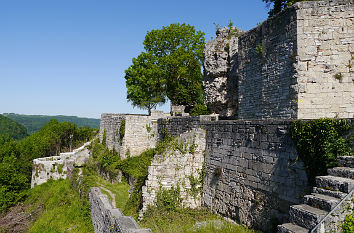

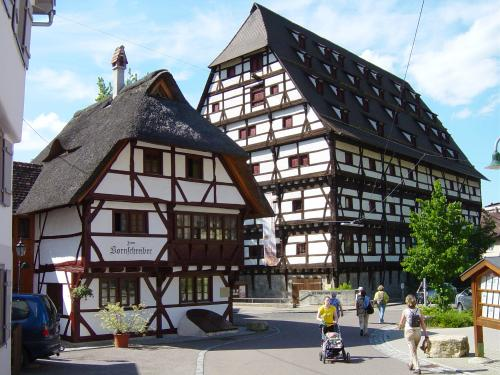

Geislingen an der Steige là một đô thị thuộc huyện Göppingen, bang Baden-Württemberg, miền nam nước Đức.